# Enfermedad X

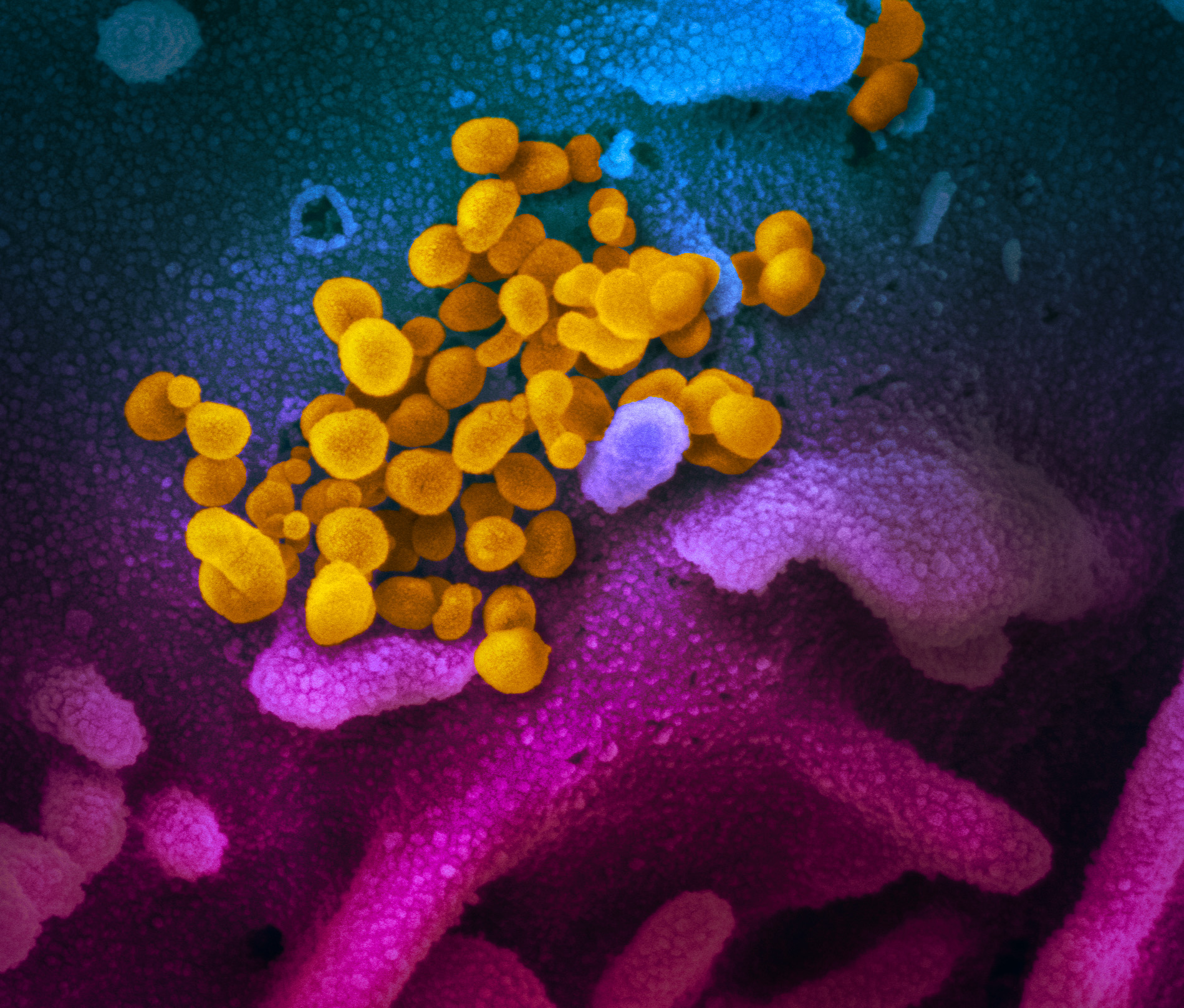
Microscopía electrónica de barrido (SEM) de SARS-CoV-2, especulado en 2020 como el primer virus del mundo real en crear la Enfermedad X.

Enfermedad X (en inglés, Disease X) es el nombre que fue adoptado por la Organización Mundial de la Salud (OMS) en febrero de 2018 en su lista corta de enfermedades prioritarias para definir un patógeno hipotético y desconocido que podría causar una epidemia futura. La OMS adoptó ese nombre para asegurarse de que su planificación fuera lo suficientemente flexible para adaptarse a un patógeno desconocido (por ejemplo, vacunas e instalaciones de fabricación más amplias). Anthony Fauci, director del Instituto Nacional de Alergias y Enfermedades Infecciosas de Estados Unidos, afirmó que el concepto de Enfermedad X alentaría a los proyectos de la OMS a centrar sus esfuerzos de investigación en clases enteras de virus (por ejemplo, el Flavivirus), en lugar de solo cepas individuales (por ejemplo, el virus del Zika ), mejorando así la capacidad de la OMS para responder a tensiones imprevistas. En 2020, se especuló, incluso entre algunos de los propios asesores expertos de la OMS, que el COVID-19, causado por la cepa del virus SARS-CoV-2, cumplía los requisitos para ser la primera Enfermedad X.

## Objetivos

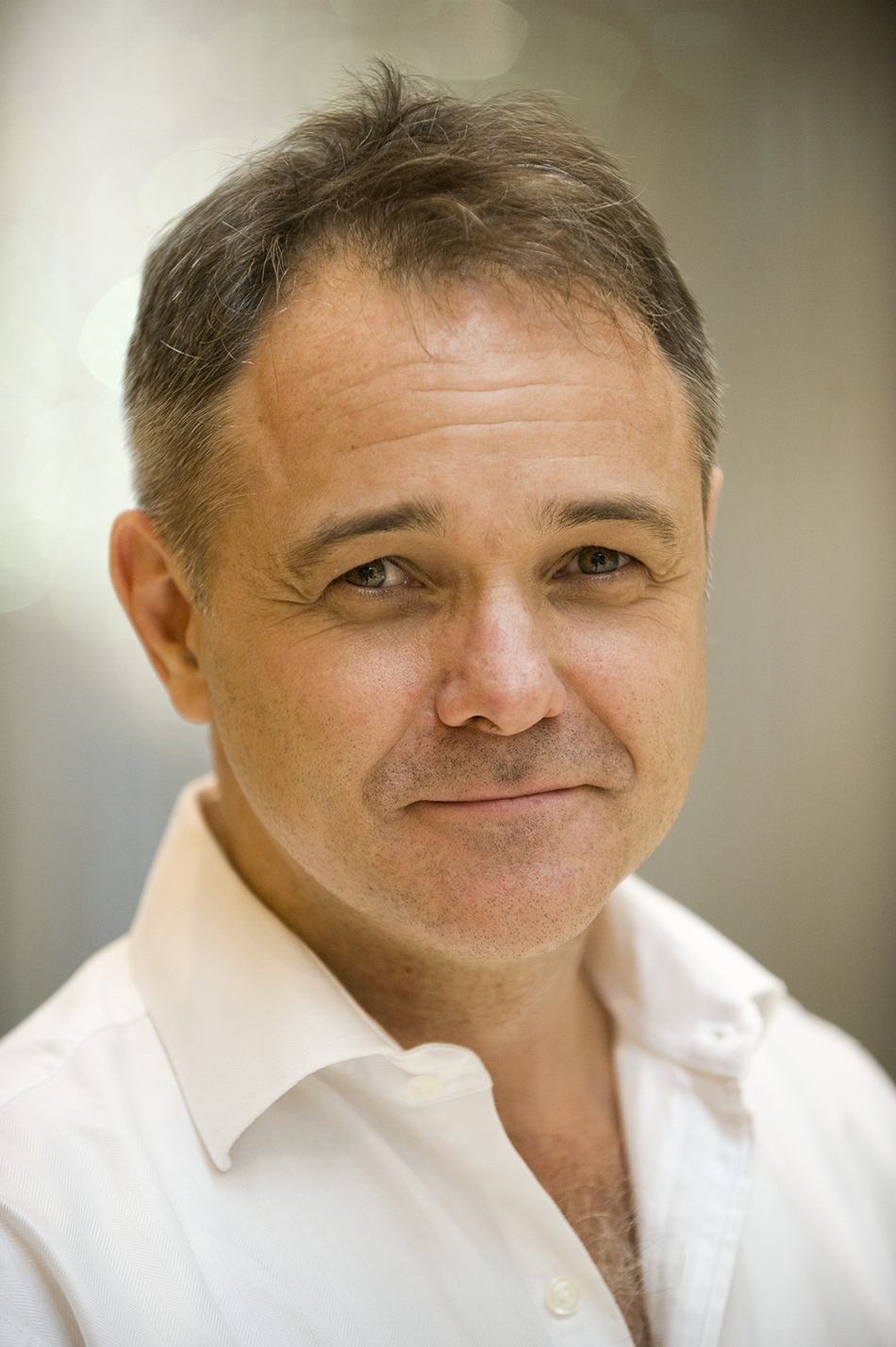
Jeremy Farrar, presidente del Grupo Asesor Científico de Proyectos de I + D de la OMS.

En mayo de 2015, en los preparativos pandémicos previos a la pandemia de COVID-19, las organizaciones miembros le pidieron a la OMS que creara un Plan de acción de I + D para prevenir epidemias para generar ideas que redujeran el tiempo transcurrido entre la identificación de los brotes virales y la aprobación de vacunas o tratamientos, para evitar que los brotes se conviertan en una "emergencia de salud pública". La atención se centraría en las enfermedades infecciosas emergentes (EIE) más graves para las que había pocas opciones preventivas disponibles. La OMS reunió a un grupo de expertos mundiales, el Grupo consultivo científico de proyectos de I + D, para redactar una lista corta de menos de diez "enfermedades prioritarias."
Desde 2015, la lista de menos de 10 EIE se ha actualizado anualmente y ha incluido constantemente nombres ampliamente conocidos como el ébola, zika y SARS, además de nombres más geográficamente específicos como la fiebre de Lassa, el virus de Marburg, la fiebre del Valle del Rift y virus Nipah.
En febrero de 2018, después de la reunión del Plan de I + D de 2018 en Ginebra, la OMS agregó la Enfermedad X a la lista como un patógeno "conocido desconocido", reconociendo el potencial de una futura epidemia que podría ser causada por un patógeno desconocido y, al incluirlo, desafió a la OMS a garantizar que su planificación y capacidades fueran lo suficientemente flexibles para adaptarse a tal evento.
En la actualización de la lista de 2018, la OMS señaló que: «La enfermedad X representa el conocimiento de que una epidemia internacional grave podría ser causada por un patógeno actualmente desconocido para causar enfermedades humanas». John-Arne Røttingen, del Grupo Asesor Especial de Proyecto de I + D, dijo: «La historia nos dice que es probable que el próximo gran brote sea algo que no hemos visto antes», y «Puede parecer extraño agregar un 'X', pero el punto es asegurarnos de que preparamos y planificamos de manera flexible en términos de vacunas y pruebas de diagnóstico. Queremos que se desarrollen plataformas "plug and play" que funcionen para cualquier enfermedad o para un gran número de ellas; sistemas que nos permitirán crear contramedidas a gran velocidad». El experto estadounidense Anthony Fauci dijo: «La OMS reconoce que debe 'moverse ágilmente' y esto implica la creación de tecnologías de plataforma»", y que para desarrollar tales plataformas, la OMS tendría que investigar clases enteras de virus, destacando los flavivirus . También añadió que: «Si desarrolla una comprensión de los puntos en común de esos, puede responder más rápidamente».

## Reacciones
Jonathan D. Quick, autor del libro End of Epidemics, describió el acto de la OMS de nombrar la Enfermedad X como «sabio en términos de comunicar el riesgo», añadiendo que «el pánico y la complacencia son los sellos distintivos de la respuesta mundial a las enfermedades infecciosas, con complacencia actualmente en el ascendencia». La publicación Women's Health escribió que el establecimiento del término «podría parecer un movimiento poco atractivo diseñado para incitar al pánico», pero que el único propósito de incluirlo en la lista era «ponerlo en los radares de las personas». Richard Hatchett, de la Coalition for Epidemic Preparedness Innovations (CEPI), escribió "Puede parecer ciencia ficción, pero la Enfermedad X es algo para lo que debemos prepararnos", y señaló que a pesar del éxito en el control de la epidemia del virus del Ébola en África Occidental de 2014, la enfermedad había regresado en 2018. En febrero de 2019, el CEPI anunció un financiamiento de 34 millones de dólares a la empresa biofarmacéutica CureVac, con sede en Alemania, para desarrollar un "prototipo de impresora de ARN", que el CEPI dijo que podría "prepararse para una respuesta rápida a patógenos desconocidos (es decir, Enfermedad X)". Paralelamente, la Agencia de los Estados Unidos para el Desarrollo Internacional (USAID) y su programa PREDICT, que fue diseñado para actuar como un sistema de alerta pandémica temprana, mediante la búsqueda e investigación de virus animales y, en particular, los conocidos como "puntos calientes" de interacción entre animales y humanos.
En septiembre de 2019, The Daily Telegraph informó sobre cómo la agencia británica Public Health England (PHE) había lanzado su propia investigación para una posible Enfermedad X en el Reino Unido a partir de diversos tipos de enfermedades reportadas en su sistema de salud; señalaron que el PHE había registrado 12 enfermedades y / o virus nuevos en la última década. En octubre de 2019 en Nueva York, el Programa de Emergencias Sanitarias de la OMS realizó una "prueba ficticia de Enfermedad X" para simular una pandemia causada por una Enfermedad X, con el fin de que sus 150 participantes de diversas agencias de salud mundiales y sistemas de salud pública se preparasen y compartiesen mejor sus ideas y observaciones para combatir tal eventualidad.
En marzo de 2020, The Lancet Infectious Diseases publicó un artículo titulado "Enfermedad X: acelerando el desarrollo de contramedidas médicas para la próxima pandemia", que amplió el término para incluir al Patógeno X (el patógeno que conduce a la Enfermedad X) e identificó áreas de desarrollo de productos y coordinación internacional que ayudaría a combatir cualquier futura Enfermedad X. En abril de 2020, The Daily Telegraph describió el remdesivir, un medicamento que se está probando para combatir el coronavirus, como un antiviral en el que Gilead Sciences comenzó a trabajar una década antes para tratar una futura Enfermedad X.

## Candidatos a Enfermedad X

### Virus zoonóticos
Sobre la adición de la Enfermedad X en 2018, la OMS dijo que podría provenir de muchas fuentes que citan fiebres hemorrágicas y el enterovirus más reciente. Sin embargo, Røttingen especuló que la Enfermedad X probablemente provenga de la transmisión zoonótica (un virus animal que salta a los humanos), y dijo: "Es un proceso natural y es vital que estemos conscientes y nos preparemos. Probablemente sea el mayor riesgo".  La asesora especial de la OMS, la profesora Marion Koopmans, también señaló que la velocidad a la que aparecían las enfermedades zoonóticas se estaba acelerando y dijo: "La intensidad del contacto entre animales y humanos es mucho mayor a medida que se desarrolla el mundo. Esto hace que sea más probable que surjan nuevas enfermedades, pero también los viajes y el comercio modernos hacen que sea mucho más probable que se propaguen".

#### H7N9 (2018)
En 2018, algunas autoridades sanitarias internacionales compararon una nueva cepa del virus de la "gripe aviar" H7N9, con una tasa de mortalidad del 38 por ciento, con una posible Enfermedad X (pero no la OMS ni el grupo I + D Blueprint). China no compartió muestras de la nueva cepa H7N9. Sin embargo, finalmente controlaron el brote y la urgencia se disipó.

#### COVID-19 (2019–2022)

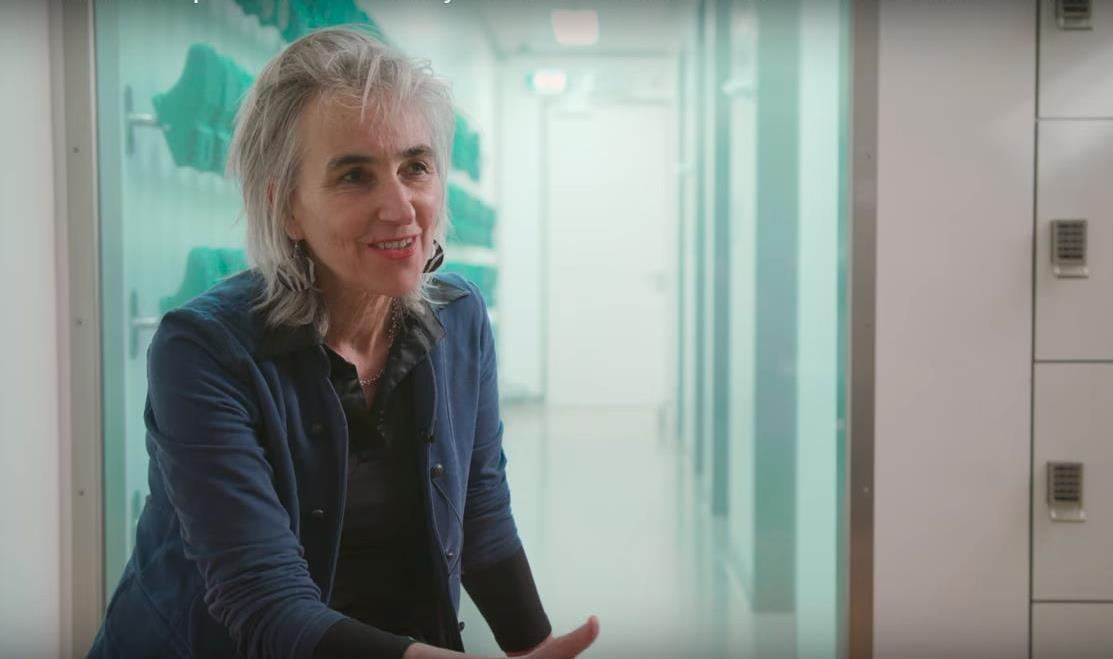
Marion Koopmans, miembro del Grupo Asesor Especial de Proyectos de I + D de la OMS.

Desde el comienzo de la pandemia de COVID-19, los expertos han especulado si COVID-19 cumplía los criterios para ser Enfermedad X. A principios de febrero de 2020, la viróloga china Shi Zhengli del Instituto de Virología de Wuhan, escribió que la primera Enfermedad X es de un coronavirus. Más tarde ese mes, Marion Koopmans, directora de Erasmus University Medical Center en Rotterdam, y miembro del Grupo Asesor Especial de Proyectos de I + D de la OMS, escribió en la revista científica Cell: "este brote se está convirtiendo rápidamente en el primer verdadero desafío pandémico que se ajusta a la categoría de enfermedad X". Al mismo tiempo, Peter Daszak, también miembro del Proyecto de Investigación y Desarrollo de la OMS, escribió en un artículo de opinión en el New York Times diciendo: "En pocas palabras, Covid-19 es la Enfermedad X".

### Virus sintéticos / armas biológicas
En la actualización de 2018 de la lista de enfermedades prioritarias del proyecto, los medios de comunicación especularon que una futura Enfermedad X podría crearse intencionalmente como arma biológica. En 2018, el miembro del Grupo Asesor Especial de Proyectos de I + D de la OMS, Røttingen, fue cuestionado sobre el potencial de la Enfermedad X de provenir de la capacidad de la tecnología de edición de genes para producir virus sintéticos (por ejemplo, se citó la síntesis de 2017 de Orthopoxvirus en Canadá), que podría publicarse a través de un accidente o incluso un acto de bioterrorismo. Røttingen dijo que era poco probable que una futura Enfermedad X se originara a partir de un virus sintético o un arma biológica. Sin embargo, señaló la gravedad de tal evento, diciendo: "La biología sintética permite la creación de nuevos virus mortales. También se da el caso de que cuando tienes una nueva enfermedad no hay resistencia en la población y eso significa que se puede propagar rápidamente".

### Infección bacteriana
En septiembre de 2019, Public Health England (PHE) informó que la creciente resistencia de las bacterias a los antibióticos, tales como carbapenem y colistina, también se podría convertir en una potencial Enfermedad X, citando la resistencia a los antibióticos de la gonorrea como un ejemplo.

## Cultura popular
En 2018, el Museo de Londres presentó una exposición titulada "Enfermedad X: ¿La próxima epidemia de Londres?", organizada con motivo del centenario de la epidemia de gripe española de 1918.